# 栋蚕
栋蚕，汉朝时代西南夷的部落。
19年，新朝的更始将军廉丹攻打益州郡（治今云南省晋宁县）的句町国，不能取胜。益州郡夷人栋蚕部落、若豆部落等起兵，击杀郡守。越巂郡（治今四川省西昌市）夷人大牟也叛变了，屠杀官吏平民，并侵占他们的财产。王莽召廉丹回来，改派大司马护军郭兴等人去攻打蛮夷若豆等部落。43年，西南夷栋蚕部落反叛，诛杀地方官员。刘秀下诏，命武威将军刘尚讨伐。邛谷王任贵想要阻挡，被刘尚所杀。44年，刘尚进兵和栋蚕等交战，连战连捷。45年正月，刘尚追击到不韦县（治今云南省保山县），斩杀栋蚕的首领。西南夷地区全都平定。